# Гантінгтон-Біч
Гантінгтон-Біч (англ. Huntington Beach) — місто (англ. city) в США, в окрузі Орандж у південній Каліфорнії. Населення — 198 711 особа (2020).
Місто омивається Тихим океаном на заході, межує з містом Коста-Меса на півдні і з містом Вестмінстер на північному сході. Протяжність пляжної смуги міста 14 км.

## Географія
Гантінгтон-Біч розташований за координатами 33°41′26″ пн. ш. 118°0′34″ зх. д. / 33.69056° пн. ш. 118.00944° зх. д. (33.690569, -118.009330). За даними Бюро перепису населення США в 2010 році місто мало площу 82,58 км², з яких 69,28 км² — суходіл та 13,30 км² — водойми.

### Клімат
| Клімат : Гантінгтон-Біч  | Клімат : Гантінгтон-Біч | Клімат : Гантінгтон-Біч | Клімат : Гантінгтон-Біч | Клімат : Гантінгтон-Біч | Клімат : Гантінгтон-Біч | Клімат : Гантінгтон-Біч | Клімат : Гантінгтон-Біч | Клімат : Гантінгтон-Біч | Клімат : Гантінгтон-Біч | Клімат : Гантінгтон-Біч | Клімат : Гантінгтон-Біч | Клімат : Гантінгтон-Біч | Клімат : Гантінгтон-Біч |
| Показник                 | Січ.                    | Лют.                    | Бер.                    | Квіт.                   | Трав.                   | Черв.                   | Лип.                    | Серп.                   | Вер.                    | Жовт.                   | Лист.                   | Груд.                   | Рік                     |
| Абсолютний максимум, °C  | 30,6                    | 31,7                    | 32,8                    | 36,7                    | 32,2                    | 38,9                    | 41,1                    | 34,4                    | 41,7                    | 40,0                    | 34,4                    | 34,4                    | 41,7                    |
| Середній максимум, °C    | 17,2                    | 17,2                    | 17,2                    | 17,8                    | 18,9                    | 20,0                    | 21,7                    | 22,2                    | 22,2                    | 21,1                    | 19,4                    | 17,2                    | 19,4                    |
| Середній мінімум, °C     | 10,0                    | 10,6                    | 11,1                    | 12,8                    | 14,4                    | 16,1                    | 17,8                    | 18,3                    | 17,8                    | 15,6                    | 12,2                    | 9,4                     | 13,9                    |
| Абсолютний мінімум, °C   | −1,7                    | −2,2                    | 0,6                     | 3,3                     | 4,4                     | 8,9                     | 9,4                     | 11,1                    | 9,4                     | 0,0                     | 1,1                     | 0,0                     | −2,2                    |
| Норма опадів, мм         | 53                      | 69                      | 43                      | 18                      | 3                       | 3                       | 0                       | 0                       | 5                       | 10                      | 25                      | 46                      | 275                     |
| ------------------------ | ----------------------- | ----------------------- | ----------------------- | ----------------------- | ----------------------- | ----------------------- | ----------------------- | ----------------------- | ----------------------- | ----------------------- | ----------------------- | ----------------------- | ----------------------- |
| Джерело: Weather Channel |                         |                         |                         |                         |                         |                         |                         |                         |                         |                         |                         |                         |                         |

## Демографія

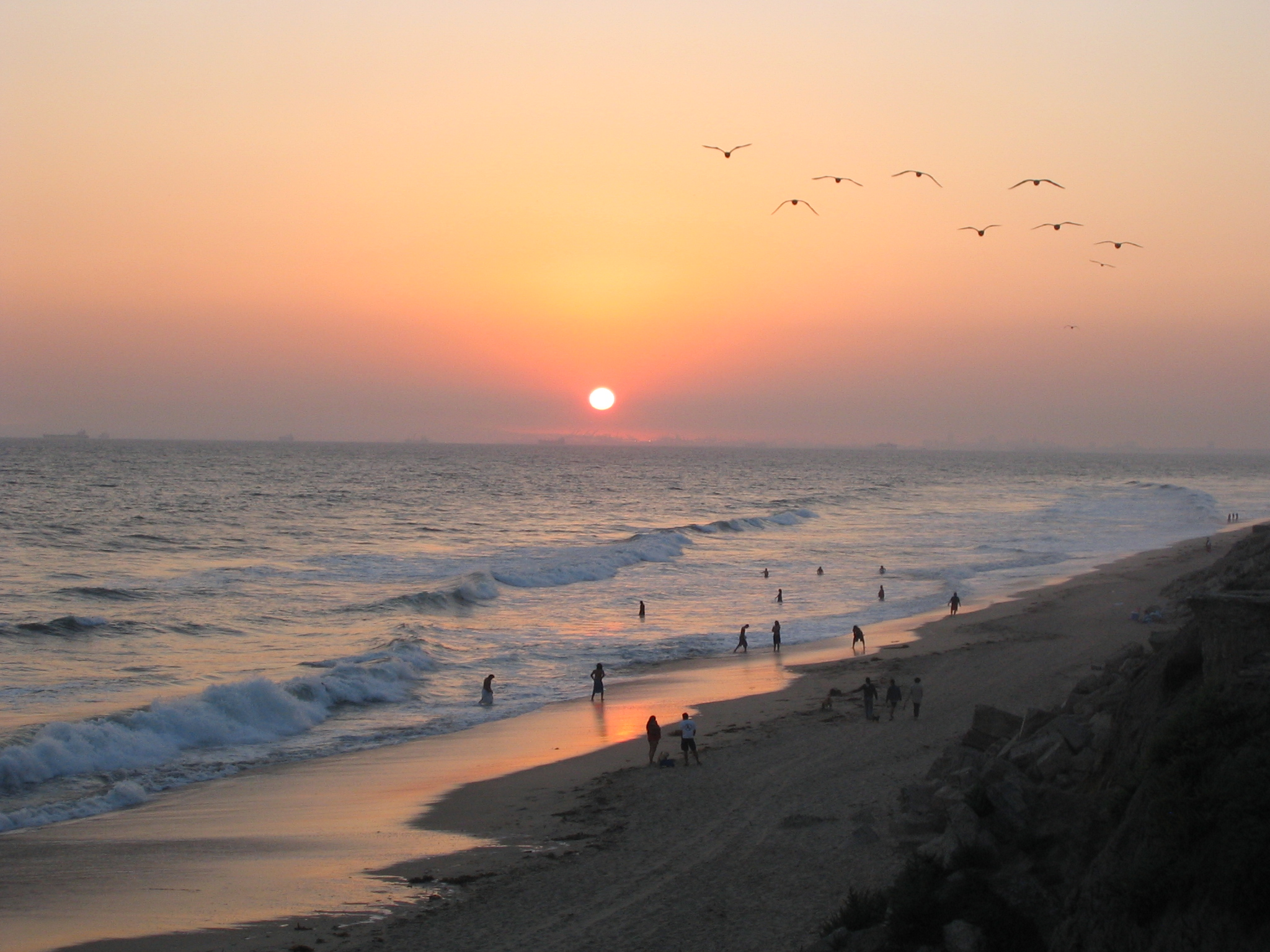
Захід на Гантінгтон-Біч

Згідно з переписом 2010 року, у місті мешкали 189 992 особи в 74 285 домогосподарствах у складі 48 218 родин. Густота населення становила 2301 особа/км². Було 78003 помешкання (945/км²).
Расовий склад населення:
| - 76,7 % — білих - 11,1 % — азіатів - 1,0 % — чорних або афроамериканців - 0,5 % — корінних американців - 0,3 % — вихідців з тихоокеанських островів - 5,9 % — осіб інших рас |

До двох чи більше рас належало 4,5 %. Частка іспаномовних становила 17,1 % від усіх жителів.
За віковим діапазоном населення розподілялося таким чином: 20,6 % — особи молодші 18 років, 65,2 % — особи у віці 18—64 років, 14,2 % — особи у віці 65 років та старші. Медіана віку мешканця становила 40,2 року. На 100 осіб жіночої статі у місті припадало 98,5 чоловіків; на 100 жінок у віці від 18 років та старших — 96,6 чоловіків також старших 18 років.
Середній дохід на одне домашнє господарство становив 111 063 долари США (медіана — 83 252), а середній дохід на одну сім'ю — 127 969 доларів (медіана — 98 162). Медіана доходів становила 70 370 доларів для чоловіків та 53 123 долари для жінок. За межею бідності перебувало 9,4 % осіб, у тому числі 12,3 % дітей у віці до 18 років та 6,0 % осіб у віці 65 років та старших.
Цивільне працевлаштоване населення становило 101 392 особи. Основні галузі зайнятості: освіта, охорона здоров'я та соціальна допомога — 19,2 %, науковці, спеціалісти, менеджери — 13,2 %, роздрібна торгівля — 11,6 %, виробництво — 11,5 %.